# Borco-Marken-Import

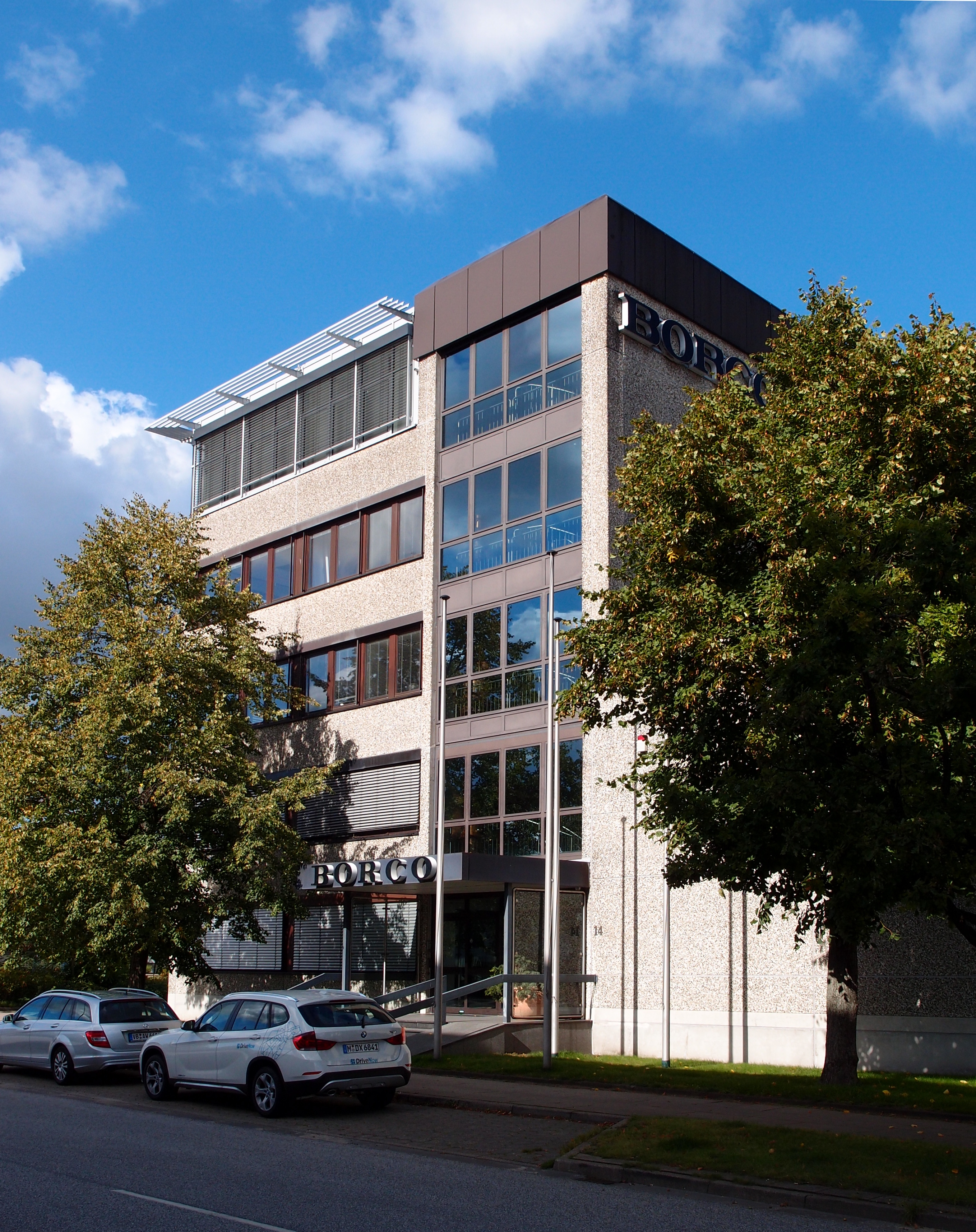
Verwaltungsgebäude am Unternehmenssitz in Hamburg-Bahrenfeld

Die BORCO Beteiligungs- und Verwaltungs GmbH mit Sitz in Hamburg ist die Konzernmutter der Borco-Gruppe, eines Herstellers, Abfüllers und Importeurs von Spirituosen und anderen, überwiegend alkoholischen Getränken. Bedeutendste operative Tochtergesellschaft ist die Borco-Marken-Import Matthiesen GmbH & Co. KG. Mit einem Netto-Jahresumsatz von rund 200 Millionen Euro war Borco 2016 der fünftgrößte Spirituosenvertrieb in Deutschland hinter Pernod Ricard, Diageo, Beam Deutschland und Diversa Spezialitäten, einem Gemeinschaftsunternehmen von Rémy Cointreau und Underberg. Am 6. Juli 2023 hat das Unternehmen bekanntgegeben, dass die Inhaberfamilie Matthiesen im Juni, vorbehaltlich der Zustimmung durch die Kartellbehörde, sämtliche Anteile an die tschechische Firma Stock verkauft hat.

## Geschichte
Die Unternehmensgeschichte begann 1948, als die Familie Matthiesen das Hamburger Spirituosenhaus Borm & Co. übernahm und die Firma Borco gründete. 1972 erfolgte eine Erweiterung des Geschäftsfeldes und die Umfirmierung zur Borco-Marken-Import Matthiesen GmbH & Co. KG. Mit dem Bourbon-Whisky Pennypacker wurde erstmals ein eigenes Produkt auf den Markt gebracht. 1974 übernahm Borco die Helbing Brennerei inklusive der traditionsreichen, gleichnamigen Spirituosenmarke von der Deutschen Hefewerke GmbH. 1979 erfolgte der Umzug von Hamburg-Altona nach Bahrenfeld, wo sich auch heute noch der Hauptsitz des Unternehmens mit Verwaltung und Produktionsstätte befindet. 1981 begann der Vertrieb von Sierra Tequila, der in Deutschland schon im Folgejahr Marktführer wurde. 1993 kaufte Borco den 1740 gegründeten Gin-Hersteller Finsbury Distillery Company Ltd. Das Familienunternehmen befindet sich noch heute im Besitz der Familie Matthiesen, allerdings steuerte mit Markus Kramer ab 2014 erstmals ein familienfremder Manager das Unternehmen. Seit dem 1. April 2019 führten Markus Kohrs-Lichte und Kay Engelke-Engfeld als Vorsitzende der Geschäftsführung das Unternehmen. Vertretungsberechtigte Komplementärin ist die BORCO Beteiligungs- und Verwaltungs GmbH. 1996 wurde eine Niederlassung in Wien (Österreich) gegründet. Im April 2019 wurde ein Joint Venture zwischen Borco und der Kattus Vertriebsgesellschaft mbH gegründet, das als Kattus-Borco Vertriebs-GmbH mit Sitz in Wien die Marken beider Unternehmen in Österreich vertreibt. Seit dem 1. Januar 2024 führt Nicolas Rampf die Geschäfte.

## Marken und Produkte
Das Sortiment von Borco bestand bis Ende 2020 aus knapp 80 Marken und deckte nahezu alle Spirituosengattungen ab. Zusätzlich waen Weine, Schaumweine sowie einige alkoholfreie Produkte im Angebot. Nach einer grundlegenden Sortimentsbereinigung, hat Borco Ende 2022 noch rund 40 Marken im Portfolio. Im Zuge dessen wurde auch die von Borco entwickelte Marke Paloma Lemonade an die Columbus Drinks GmbH verkauft. Borco besitzt mehrere Eigenmarken, die zum Teil international vertrieben werden, darüber hinaus vertreibt Borco in Deutschland und Österreich zahlreiche weitere Marken fremder Hersteller. Einer der wichtigsten Partner war bis 2022 das Unternehmen Roust Inc. des russischen Oligarchen Rustam Tariko, für den Borco exklusiv bekannte Vodkamarken wie Russian Standard, Green Mark, Parliament und Kauffman nach Deutschland importierte und dort vertrieb. Nachdem Boykott des deutschen Handels gegen russische Produkte als Reaktion auf den russischen Überfall auf die Ukraine im Februar 2022 sowie der Sanktionen der Bundesrepublik gegen Russland wurde die Zusammenarbeit zum 30. September 2022 beendet.

### Eigenmarken

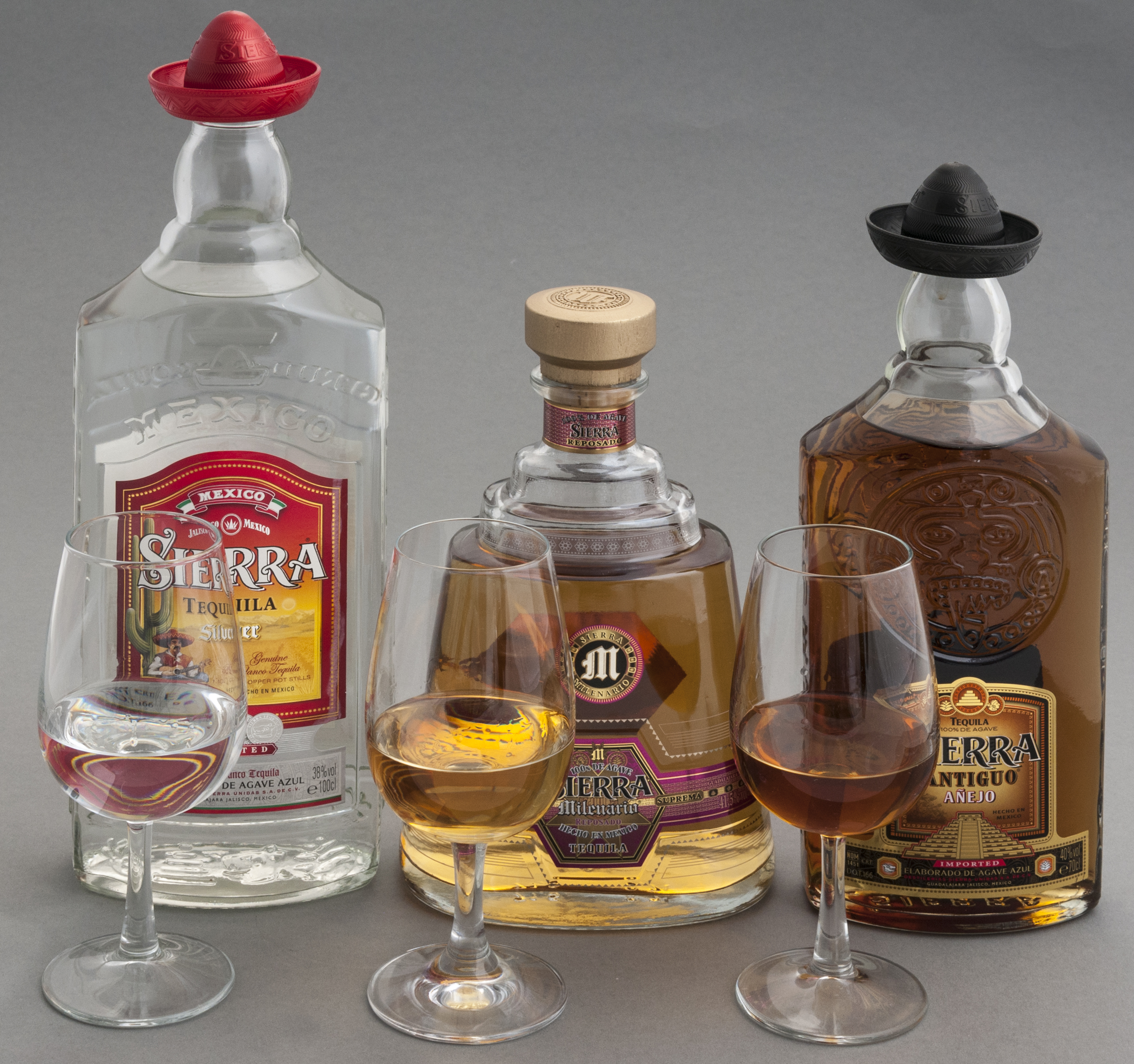
Sierra Tequila in den Qualitäten Silver (ungelagerter Mixto-Tequila) sowie mit 100 % Agave: Milenario Reposado und Antiguo Añejo (v. l. n. r.)

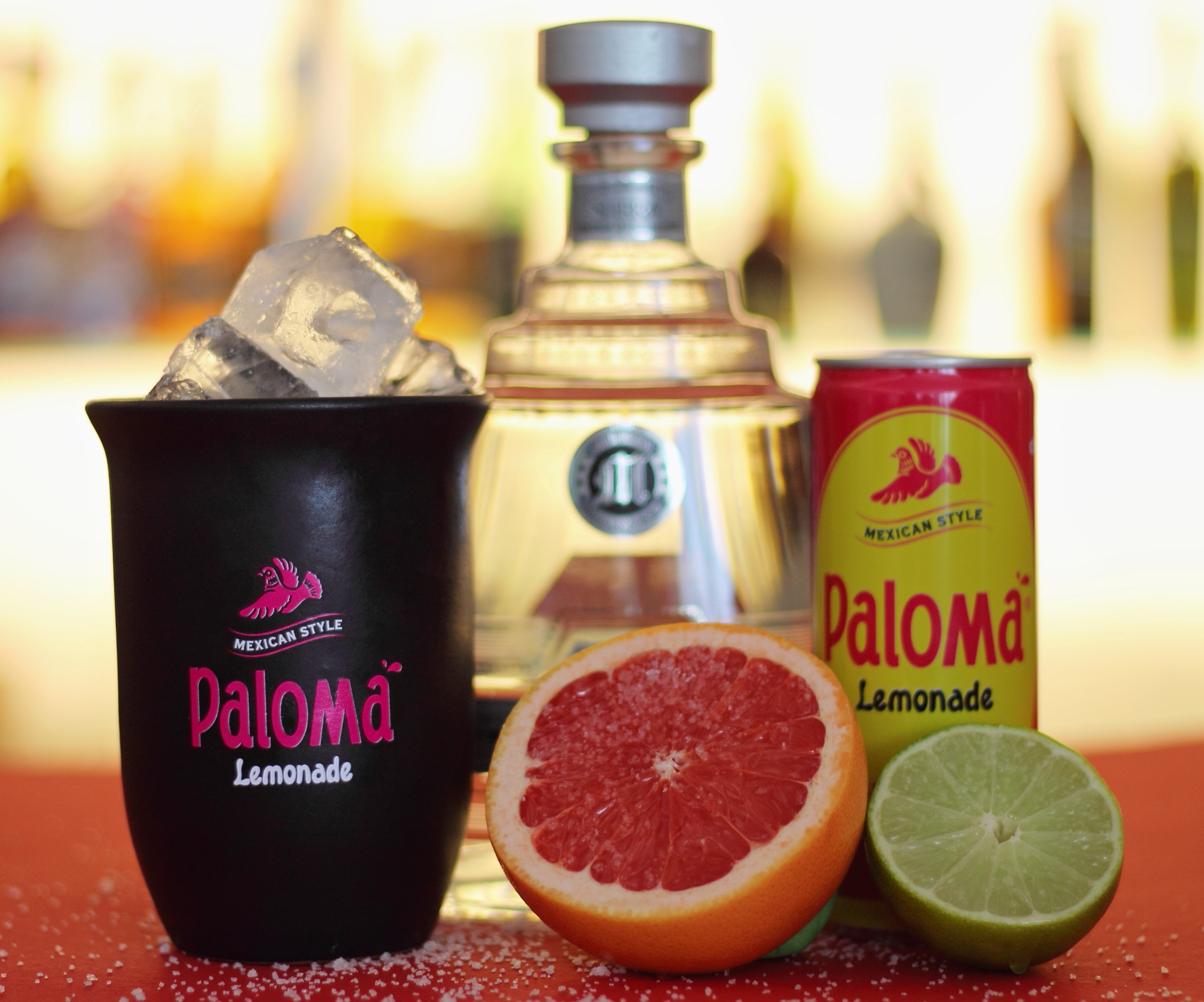
Paloma, Borcos Signature Drink aus der gleichnamigen Pink-Grapefruit-Limonade und Sierra Milenario Tequila.

Zu den bekanntesten Eigenmarken des Unternehmens gehören Sierra Tequila, Sierra Antiguo Tequila und Sierra Milenario Tequila mit 75 % Marktanteil im Tequila-Segment in Deutschland und einem Export in 90 Länder, Old Pascas (Rum), Canarío Cachaça (Cachaça), Finsbury (Gin) und Helbing Kümmel sowie Helbing Aquavit und Helbing Margarete's Doppelwacholder, die zum Teil weltweit vertrieben werden. Weitere Eigenmarken sind Pennypacker (Bourbon Whiskey), Dean’s (Blended Scotch Whisky), Pascall (Obstbrände), Pâpidoux (Calvados) und Cassissée (Crème de Cassis mit 90 % Marktanteil in Deutschland).

### Vertriebsmarken
Die bekanntesten Fremdmarken, deren Vertrieb in Deutschland und/oder Österreich von Borco übernommen wird, sind die Kräuterliköre der Marke Chartreuse, die Wodkas der Marke Zubrowka, der Inländer-Rum Stroh, die Liköre aus dem Hause Illva Saronno (unter anderem der Amaretto Disaronno und Tia Maria), Yeni Raki und die Whiskys der japanischen Marke Nikka.

### Ehemalige bekannte Vertriebsmarken
Bekannte Marken, die in der Vergangenheit teilweise über Jahrzehnte hinweg von Borco in Deutschland und/oder Österreich vertrieben wurden, aktuell aber nicht mehr zum Portfolio gehören, sind unter anderem die Marken des Unternehmens Fratelli Branca (u. a. Fernet-Branca), Liköre und Wacholderspirituosen aus dem Hause De Kuyper, Loch Lomond und Laphroaig (Scotch Whisky), Connemara, Tyrconell, Locke’s und Kilbeggan (Irish Whiskey), die Liköre Aperol und Kerrygold Irish Cream sowie ausschließlich in Österreich die Rotkäppchen-Marken Mumm und MM (Sekt). Im Zuge der Restrukturierung und Neuausrichtung trennte man sich u. a. von Marken wie Champagne Lanson, den Single-Malt-Whiskys Dalmore, Fettercairn, Isle of Jura und Glengoyne und zahlreichen weiteren Marken.

## Struktur
Die BORCO-Marken-Import Matthiesen GmbH & Co. KG als operatives Unternehmen agiert unter dem Dach der Konzernmutter BORCO Beteiligungs- und Verwaltungs GmbH (Hamburg). Weitere 100%ige Tochtergesellschaften der Holding sind unter anderem die Heinrich Helbing GmbH (Hamburg), die Lobuschkellerei GmbH (Hamburg), die BORCO Borm GmbH & Co. KG (Hamburg), die BORCO International GmbH (Hamburg), die Ylldal International GmbH (Hamburg), die die Destileria Sierra Unidas S.A. de C.V. (Guadalajara), die Finsbury Distiliery Co. Ltd. (London), die Alpha Noble SARL (Paris), die Old Pascas Rum Corporation (Kingston und Nassau) sowie die James Johnstone Distillers Ltd. und die Abbeyhill Distilling Co. Ltd. (beide Glasgow). Über ein Joint-Venture mit der Johann Kattus GmbH ist BORCO zudem an der KATTUS-BORCO Vertriebs GmbH (Wien) beteiligt.

## Auszeichnungen
Jutta Matthiesen († 25. Dezember 2016) erhielt vom Meininger Verlag die Auszeichnung „Spirituosen-Unternehmerin des Jahres 2009“ für ihr Gespür für Trends und aktuelle Entwicklungen. Sowohl 2008 als auch 2009 hatte Meininger das Unternehmen Borco-Marken-Import im Rahmen des Internationalen Spirituosen Wettbewerbs (ISW) zum „Importeur des Jahres“ gekürt. Im Jahr 2012 erhielt Borco einen von etwa 20 Bundesehrenpreise Spirituosen.